# Regina (Davide Shorty)
Regina è un singolo del cantante italiano Davide Shorty, pubblicato il 30 ottobre 2020 come unico estratto dal secondo EP Fusion..

## Tracce
Testi e musiche di Davide Shorty, Emanuele Triglia, Claudio Guarcello e Davide Savarese.
1. Regina – 3:28

## Classifiche
| Classifica (2021) | Posizione massima |
| ----------------- | ----------------- |
| Italia            | 81                |